# Образовање у Републици Српској
Образовање у Републици Српској се одвија под надзором Министарства просвјете и културе Републике Српске. Данас нема поузданих информација о почецима оснивања српских школа на просторима Босне и Херцеговине, Републике Српске , а данас се дели на предшколско (вртић), основно (основна школа), средње (средња школа) и високо образовање (факултети универзитета и академија уметности).

## Историја

### Рана историја
О почецима писмености Срба у Босни остало је мало поузданих докумената, а о првим школама још мање. Рана писменост као и школе, какве-такве, везане су за потребе цркве и свештенства. У повељама и другима документима релативно рано се помињу писмени људи. Први податак, на основу кога можемо закључити да су постојали неки облици описмењавања датира још из 1727. године гдје се помиње градња кућа у сврху ширења знања и описмењавања.
У другој половини 18. вијека и првој половини 19. вијека помињу се, на више мјеста, школа или учитељ што нам говори о постојању школа у сврху описмењавања православних Срба на простору Сарајева. Осим Сарајева, појављују се и друга мјеста у којима су радиле српске школе као што су: Ливно, Тешањ , Модрича. Иако постоје неслагања о почецима рада српских школа на просторима Босне и Херцеговине, постоје сигурни подаци да је права школа почела са радом у Ливну 1820. године. Године 1841. спомиње се у једном документу Аврам Симић, бивши тузлански учитељ, на основу чега можемо закључити и о постојању школе и у Тузли. У неким књигама еснафа из 1836. у Сарајеву помиње се и учитељ Лазо Јовановић, тешањски учитељ.
О даљем развоју школства постоје документи из 1832. године из доба турске владавине. Исте године турска влада дала је одобрење о оснивању Основне школе у Бањалуци. До краја 19. вијека помињу се још школе у Бијељини, Брчком, Грачаници, Обудовцу, Прњавору, Старом Мајдану, Чајничу и Травнику. Прве скупне податке о српским школама објавио је фра Иван Јукић у првом броју свог часописа "Босански пријатељ" :"Ристјани од више година по већим варошима: Сарајеву, Травнику, Бањалуци, Мостару, Фочи, Таслиџи, Новом Пазару, Зворнику, Тешњу, Приједору и Лијевну, имају неку слику народних учионивах".
Из постојећих података можемо закључити да школе имају низак образовни систем, те да се ради о елементарној писмености. Не постоји одређена организација наставе у оваквим облицима образовања па се са самим тим није знао ни почетак ни краја школовања. Податке о организованом школовању имамо тек половином прошлог вијека. По објављивању чланка фра Јукића у Сарајеву се оснива прва Јавна народна школа, у којој се почело радити по начелима педагогије. Ова година може се сматрати као почетак српског школстава које је одговарало савременом образовању држава у сусједним земљама.
У каснијим периодима оснивају се и женске школе у Сарајеву, Брчком и Мостару. Учитељи су за разлику од претходних периода били школовани у другим крајевима, као и учитељи који су завршавали Православну гимназију у Бањалуци. Уџбеници су се набављали у Београду, све док се није отворила Вилајетска штампарија у Сарајеву од када се почињу штампати и домаћи уџбеници.
Прије окупације од стране Аустроугарске отваране су школе за избјегличку дјецу за вријеме устанка 1875- 1878. године. Те школе су радиле у двадесет села у Славонији и пет села у околини Книна. Аустроугарска је својим доласком затекла 56 основних школа са 75 учитеља и 3.523 ђака.
У часопису Босанска вила из 1890. године изнесене су и информације о непостојању школа тамо гдје је било приличан број српског становништва. Та мјеста су: Трново, Рогатица, Вишеград, Штрпци, Ламници, Нови Град, Свинар, Кобар, Љубиња, Цазин, Петровац, Доњи Унац, Кулен Вакуф, Отока, Врновач, Сребреница, Сански Мост, Зеница, Имљани, Скендер Вакуф, Ферзово, Грахово, Маглај, Власеница, Босанска Костајница.
Када говоримо о настанку средњих школа, оне су као и данас, представљале већи степен образовања. Прва оваква институција настала је 1855. године у Сарајеву која је настала под утицајем српских трговаца коју су због боље трговине и веза са иностранством подстицали настанак оваквих институција. Најзначајнија карактеристика ових школа јесте учење страних језика ( њемачког и италијанског) као и трговачка рачуница. Ове школе су прво носиле назив грађанска или трговачка школа, да би затим 1864. године промјениле назив у реалком, а од 1879. године називају се гимназије.
Поред наведене средње школе у Сарајеву ту су и Српска приватна школа у Сарајеву која је основана 1858. године, а основала је Стака Скендерова. Предмет проучавања ове школе је женски ручни рад који је фактички била у склопу основних школа. Почетком устанка ова школа се угасила.
Приправна духовна школа основана је 1858. године у манастиру Житомислићу с циљем да се припрема свештенички кадар за Херцеговину. Школа није дуго радила. Касније ће, под истим именом и са истим задатком, 1866. године да се оснује школа у Мостару. да би се годину дана касније вратила у манастир Житомислић и гдје је радила до 1872. године. школовање је трајало двије године гдје се поред црквених предмета учила и граматика, географија, историја и нешто математике. школа је била позната по својим наставницима, тада истакнутим Србима из Херцеговине, Нићифору Дучићу и Серафиму Перовићу.
Босанско-бањалучка богословска школа, коју су још називали Српском богословијом у Бањалуци или још популарније Пелагићевом богословијом, основана је 1866. године. Школу је отворио Василије Пелагић који је радио 3 године. Школа је радила све до устанка 1875. године. Ученици који су завршили ову школу су углавном били свештеници или учитељи.
Поред наведених постојала је и школа под називом Завод Мис Ирбијеве. Школа је отворена 1869. године у Сарајеву, а оснивачи су били двије Енглескиње, Аделина Ирби и Мис Макензи. Ова школа се сматра првом женском гимназијом на овим просторима. У почетку ова школа није била призната од стране домаћег становништва, да би се упорним залагањем ипак касније афирмисала. Послије смрти Макензијеве, 1874. године, рад наставља Ирбијева. У почетку полазнице ове школе су биле припаднице свих вјероисповјести, а касније су то биле искључиво ученице православне вјере, па се из тог разлога ова школа третирала као српски завод. З а вријеме устанка, школа је престала са радом, да би након окупације поново отворила.
Постоје и биљешке које говоре да је постојала још једна школа која је радила 1864. године, а полазници су јој били младићи који су служили у српским и занатским радњама. Ове школе Стево Калуђерић, аутор ових биљешки, назива најамничка или послужитељска школа. 

## Скора историја

### Образовни систем
До примене Болоњске декларације, 2006. године, и свеобухватних измена образовног система, Република Српска је примењивала систем наслеђен из социјалистичке Југославије. Предшколско образовање било је изборно, а основно и средње образовање идентични садашњим. Применом Болоњске декларације школске 2005/06. године, бивша Диплома високог образовања је изједначена са мастером, а магистратура са прве две године докторских студија (још једна година до доктората), обоје услед једнаких година учења. Постдипломско образовање је обухватало оно што данас обухватају други и трећи део високог — магистратуру и докторат.

### Стручна спрема
Осим очигледних измена у образовном систему, историјски систем је рангирао ученике према стручној спреми. Ученици који су завршили прва четири разреда основне школе били су неквалификовани радници (НКВ), а они који су завршили свих осам полуквалификовани радници (ПКВ). За завршетак трогодишње занатске школе, постајало се квалификован радник (КВ, средња стручна спрема, ССС), као и за четворогодишњу стручну школу. Специјализацијом на основу стручног средњег образовања, постајало се висококвалификовани радник (ВКВ).За завршетак више школе, добијала се виша стручна спрема (ВШ, ВШС). За основне факултетске студије, добијала се висока стручна спрема (ВСС), даљим студирањем магистар (МР) и доктор (ДР).

### Степен стручне спреме
Сем саме стручне спреме, која је показивала одређену способност за рад и знање, постојао је и степен стручне спреме:
- I степен — нижи разреди основне школе (5 године за степен; 4 године укупно)[а]
- II степен — виши разреди основне школе (5 године за степен; 9 година укупно)
- III степен — трогодишња занатска школа (3 године за степен; 12 година укупно)
- IV степен — четворогодишња стручна школа (4 године за степен; 13 година укупно)
- V степен — четворогодишња занатска школа (4 године за степен; 13 година укупно)
- VI-2 степен — трогодишња виша школа (3 године за степен; 16 година укупно)
- VI-2 степен — трогодишње академске студије (3 године за степен; 16 година укупно)
- VII-1 степен — четворогодишње основне студије (4 године за степен; 17 година укупно)
- VII-1 степен — шестогодишње основне студије медицине или ветерине (6 година за степен; 18 година укупно)
- VII-2 степен — магистратура (магистар наука, МР) (2 године за степен; 20 година укупно)
- VIII степен — докторат (доктор наука, ДР) (1 година за степен; 21 година укупно)

## Школска година
Предшколско се похађа у години уписа првог разреда основне школе. Трајање зависи од потреба, а може да износи 6 или 12 сати. Након њега, ученици похађају тест способности за упис у основну школу. Школска година за основне и средње школе траје девет и по месеци, сем за ученике осмог разреда основне школе и завршног разреда (трећег или четвртог) средње школе, којима траје једну недељу краће. Она почиње првог понедељка септембра, а завршава се петка друге пуне недеље јуна. Школска година је подељена на два полугодишта, а полугодишта на укупно четири тромесечја (класификациони период у средњој школи).
Током школске године, ученици основних и средњих школа имају пет распуста, периода када не иду у школу, намењених за одмор: новембарски (тромесечје; траје два дана), јануарски (полугодиште/Нова година/Божић; траје 15 дана); априлски (тромесечје/Ускрс; траје 10 дана) и мајски распуст (Празник рада; траје два дана).
Између школских година, ђаци иду на љетњи распуст, који траје два и по месеца, односно три за ученике који уписују средњу школу, а четири за оне који уписују факултет. Дакле, ученици непрелазних година имају 85 радних дана у првом полугодишту, а 95 у другом, тј. 180 радних дана током школске године. Током школске године, у основним и средњим школама се одржавају два обавезна кроса — један јесењи, а други пролећни. Школска година студентима почиње месец дана касније, у октобру. Подељена је на два семестра, која почињу око месец дана касније него основношколска и средњошколска полугодишта, а подијељена су на испитне рокове, који се одржавају у зависности од факултета.

## Општи принципи

### Организација школе
Ученици су подијељени у одјељења од минимум петоро ђака за предшколско, а петнаест за основне и средње школе. Одређени број школа има ђачки парламент. Ђачки парламент предлаже побољшања и школске догађаје директору школе. У школама за рјешавање других проблема постоје на психолог и органи школе. Средње школе уместо психолога имају педагога. Родитељи се организују у савет родитеља, који предлаже екскурзије, надгледа радње у блиској вези са ученичким финансијама, и разговара и доноси закључке о догађајима битним за школу.

### Школски уџбеници
Сваки предмет, сем физичког, има свој уџбеник. Купују их у књижарама, мада је куповина половних књига од оних који су одређени разред завршили уобичајена. Ђаци користе уџбенике који одређује министар на основу плана и програма који се утврђује за наредну школску годину у сарадњи са Заводом за уџбенике и наставна средства Источно Сарајево.

### Оцјењивање ученика
Систем оцјењивања ученика у Републици Српској је бројни, а садржи оцјене од 1, за најмање знање, до 10, за највеће знање. У основним и средњим школама, оцене су од 1 до 5, са тим да не постоји оцјењивање у првом разреду основне школе:
- Недовољан (1) — оцена која захтева поправљање, јер није пролазна
- Довољан (2) — оцена за основно знање уз инструкције предавача
- Добар (3) — оцена за исправно репродуковање наученог садржаја
- Врлодобар (4) — оцена за јасно објашњавање и упоређивање градива
- Одличан (5) — оцена за стварање система знања и логичко повезивање садржаја

Више школе и универзитети ученике оцјењују оцјенама од 1 до 10, где је 6 најмања пролазна оцена, коју студенти морају добити за наставак школовања. Сем тога, оцене за први разред основне школе су описне — предавачи у ђачке књижице уписују своја запажања у вези са одређеним учеником, као и предлоге за даљи напредак.
Завршетком образовног циклуса, ученик који на крају школске године има закључене највише оцене (петице) из свих предмета од петог до осмог разреда основне односно током трајања средње школе, као и учешће на макар једном такмичењу окружног нивоа, као награду добија диплому „Вук Стефановић Караџић“, краће Вукову диплому, која се додељује од 1966. године. Раније су постојала и друга признања

## Школски систем

### Предшколско
Са образовањем дјеце се почиње у предшколским установама које се одржавају у локалном вртићу, те је оно први део образовања. Траје бар 4 сата дневно бар 6 месеци у години уписа у први разред, за дјецу од пет или шест година, а циљ му је упознавање ученика са образовним системом и припрема за основну школу.

### Основна школа
Дјеца се уписују у основну школу са шест или седам година. Основно образовање је обавезно. Основна школа траје девет година и подељена је на два периода:
- први циклус основног образовања (од 1. до 5. разреда)
- други циклус основног образовања (од 6. до 9. разреда)

У нижим разредима, ђаци су насумично подељени у одељења, и имају само једног предавача — учитеља или учитељицу и једну учионицу за све предмете. Једини изузетак су часови енглеског језика и вјеронауке, за које ученици имају посебне наставнике. Крајем првог циклуса, ђаци добијају и наставника или наставницу физичког. Ђаци имају следеће предмете:
1. математика
2. матерњи језик (српски језик, руски језик, њемачки језик, француски језик итд.)
3. енглески језик (први обавезни страни језик)
4. ликовна култура
5. музичка култура
6. физичко васпитање
7. природа и друштво (у трећем и четвртом разреду)
8. обавезни изборни (вјеронаука)

У вишим разредима, ђаци добијају посебне наставнике и наставнице за сваки предмет, а настава се одржава у предметним кабинетима. Добијају се и следећи нови предмети:
1. од 5. разреда: биологија, географија, историја, други страни језик)
2. од 6. разреда: физика
3. од 7. разреда: хемија, информатика

### Пријемни и завршни испит
Када ученик заврши осми разред, може да бира да ли жели да настави образовање. Завршни испит за ученике основних школа је обавезан од школске 2012/13. године. Он се састоји од теста из математике, српског језика и једног од изборних предмета. НА тестовима сваки задатак носи по 20 бодова, што се множи са 0,5. Ученици добијају и бодове из основне школе, који се обрађују тако што се просјечне оцјене не крају шестог разреда множе са 4, а на крају седмог и осмог разреда множе са 5. Тако је могуће добити највише 70 бодова на основу успеха у основној школи.
Након полагања завршног испита ђак бира смијер даљег школова. У избору су како трогодишње (занатске) школе или четворогодишње (гиманзија или стручне школе).

### Средња школа
Средња школа представља трећи дио образовања уопштено и први дио необавезног образовања у Републици Српској. Постоје две врсте средњих школа — гимназије и стручне школе. У оба случаја, ђаци добијају учионице у којима имају предмете за које није потребна наставна опрема, док за остала предмете имају кабинете и радне просторије — лабораторија из хемије, експериментална просторија из физике и радна просторија из биологије, на пример. За наставна средства средњих школа задужен је Завод за уџбенике и наставна средства Источно Сарајево.
- Гимназија траје четири године, пружа опште и широко образовање, а ученици добијају гимназијску диплому. Само мали број послова приступан је ученицима који су завршили гимназију без даљег образовања. Ђаци могу да бирају који смјер гимназије желе, да ли је то Природно-математички смјер, општи или друштвено-језички смјер. Ова подијела се суштински разликује у броју часова одређених предмета, тако да природно-математички смјер има више часова математике, физике, хемије и сличних предмета, док се код друштвено-језичке акценат ставља на језичке предмете. У неким мјестима постоје и гимназије рачунарско-информатичког смјера.[7]
- Стручне школе специјализују ученике у одређеним пољима и награђују их стручном дипломом. Постоје две врсте стручних смерова — четворогодишњи (релативно широко образовање са могућношћу даљег наставка) као што су економија, медицина и слични смјерови и трогодишњи (скоро па сасвим усмерено образовање без великих могућности даљег наставка) као на примјер аутомеханичар, кувар итд.

У трогодишњим стручним школама, могућа је промена занимања. Наиме, ученици пред упис у средњу школу попуњавају листе жеља којима редом пишу шта желе да упишу (највише 20 различитих смјерова). На основу броја бодова, ученици се распоређују у средње школе. У завршној години, они ученици трогодишњих стручних школа који желе да добију диплому различиту оној за коју су учили, могу то урадити преквалификацијом. На пример, ако ученик положи завршни испит којим добија диплому аутомеханичара, а у међувремену нађе посао бравара у Русији, полагањем теста разлике смјерова он добија диплому бравара уместо ауто-механичара. Слични процес је и доквалификација — проширивање знања кроз разне обуке, која захвата већ запослене људе који су завршили средње стручне школе, али и оне који су завршили факултете.
Такође, постоје и школске установе за образовање одраслих. Циљ ових установа јесте да се грађанима који нису стекли основно знање пружи прилика за стицање основа писмености као и проширење знања.

### Висока школа
Високошколске установе у Републици Српској уписују студенте на основу успеха у средњој школи и резултатима пријемног испита за одређени факултет. Постоје двије врсте високошколских установа.
- Виша школа[д] траје три године, а налик је занатским универзитетима присутним у остатку света. Занатски универзитети трају 3-8 година, као и сви остали факултети, те нуде и уобичајене високошколске дипломе — бакалауреат, магистратура и докторат. Разлика је та што српске више школе трају само три године и нуде посебне вишешколске дипломе.

- Факултети универзитета трају четири године а, пет до мастера, а осам до доктората. Изузетак су медицински факултети који трају шест година до звања доктор медицине (MD), што се касније наставља трогодишњим специјалистичким стажом и двогодишњом специјализацијом (MD/Spec) или трогодишњим дуплим докторским студијама (MD/PhD). У Републици Српској постоје јавни и приватни факултети и универзитети који чине велики број факултета.[ђ]

## Ваннаставне активности
Екскурзије су такође једне од ваннаставних садржаја које школе организују, и то су обично једнодневне или дводневне посете местима широм земље и у иностранству, а у последњим разредима средње школе и у остатку Европе. Њих организује школа, и то искључиво основне и средње школе. Додатна настава се организује за ученике са жељом да уче више о одређеној теми, учествују у такмичењима, добију стипендије, и спреме се за даље образовање. Допунска настава се организује првенствено за ученике са лошим оценама. Њени циљеви су помагање ученицима у „сустизању“ градива, уз учење лекције не само за предстојећи тест, већ и памћење главног дела лекције за дуже време. Основне и средње школе организују и секције, првенствено новинарску, ликовну и драмску секцију, и хорове.

### Тројезичка настава
Због специфичности простора Републике Српске примјењују се матерњи језик свих конститутивних народа БиХ: Срба, Бошњака и Хрвата. Поред матерњег језика изучавају се још и њемачки језик, руски језик, енглески језик, француски језик и италијански језик.